# 월터 배젓

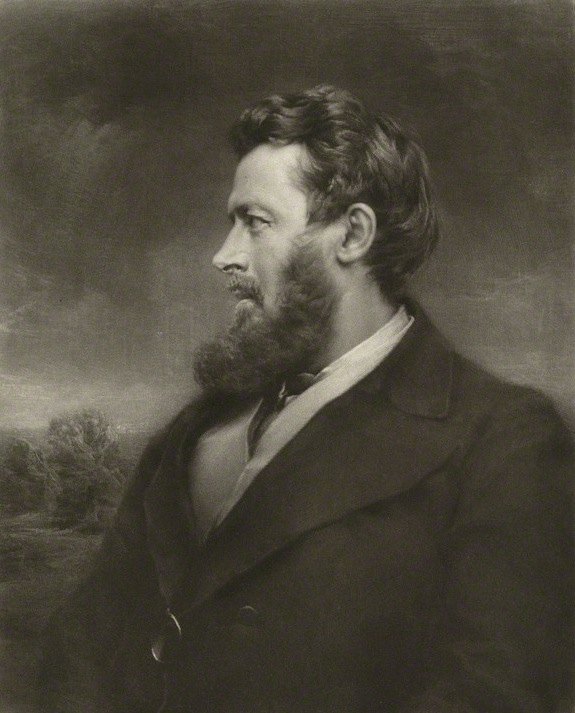
초상화

월터 배젓(Walter Bagehot, 1826년 2월 3일 ∼ 1877년 3월 24일)은 영국이 세계 최고의 번영과 국제적 위세를 누리던 빅토리아 시대에 활약한 뛰어난 언론인이며 문필가다.
문법학교와 브리스톨 칼리지를 거쳐 개혁을 표방한 신생 대학인 런던 유니버시티 칼리지에서 공부했으며 22세에 최우등으로 석사 학위를 취득했다. 변호사 자격을 얻었으나 법률가 대신 가업인 은행 경영과 문필가의 길을 선택했다.
다방면에 재능이 있던 배젓은 20대부터 문필가로서 활동을 시작했고 곧 큰 주목을 받았다. 세간에 그의 능력을 각인시킨 글은 ≪인콰이어러≫의 특파원으로서 루이 나폴레옹의 쿠데타를 보도한 ＜1851년 프랑스 쿠데타에 관한 편지＞다. 여기서 배젓은 프랑스 국민성을 주요 설명 인자로 채택한 독창적 설명과 재기 넘친 문체를 선보였다. 29세에 ≪내셔널 리뷰≫라는 새 잡지를 공동 창간했는데, 여기에 발표한 의회 개혁에 관한 논설은 그를 당대 이슈에서 유망한 논객의 지위로 올려놓았다.
자유무역을 기치로 내건 주간지 ≪이코노미스트≫를 창간한 윌슨(J. Wilson)의 딸과 결혼하고, 1861년부터 ≪이코노미스트≫의 편집장으로서 본격적인 언론 활동을 시작했다. 오늘날 150년이 넘는 역사를 쌓은 ≪이코노미스트≫가 주간 평론난의 제목을 “배젓”이라고 쓸 만큼 그는 이 잡지에 지대한 영향을 끼쳤다.
그의 대표 저술로는 빅토리아 전성기의 영국 헌정 체제를 분석한 ≪영국 헌정≫(1867), 진화론을 선구적으로 채용해 정치 발전의 기제를 구명한 ≪자연학과 정치학≫(1872), 런던 은행과 금융계를 분석한 ≪롬바드 거리≫(1873), 경제학 논저인 ≪영국 정치경제학의 전제≫(1876) 등이 있다.